# Final de la Liga de Campeones de la UEFA 2022-23
La Final de la Liga de Campeones de la UEFA 2022-23 se disputó el 10 de junio de 2023 en el Estadio Olímpico Atatürk, en Estambul, Türkiye. Manchester City fue el ganador del encuentro, al ganar al Inter de Milán con gol de Rodri Hernández al minuto 68, de esta manera el equipo inglés obtuvo su primer trofeo continental.
Originalmente, la final estaba programada para jugarse en el Estadio de Wembley en Londres, Inglaterra. Sin embargo, debido al aplazamiento y reubicación de la final de 2020 debido a la pandemia de covid-19, los anfitriones programados para las finales posteriores se retrasaron un año y se asignó al Allianz Arena de Múnich la final de 2023.
Como resultado de su victoria, Manchester City obtuvo el derecho a jugar contra el campeón de la Liga Europa de la UEFA 2022-23 en la Supercopa de la UEFA 2023.

## Finalistas
En negrita, las finales ganadas.
| Equipos         | Finales jugadas anteriormente | Finales jugadas anteriormente                |
| --------------- | ----------------------------- | -------------------------------------------- |
| Manchester City | 1 (0)                         | 2020-21                                      |
| Inter de Milán  | 5 (3)                         | 1963-64, 1964-65, 1966-67, 1971-72 y 2009-10 |

## Ceremonia de apertura
Los encargados de animar la ceremonia de apertura de la final, fueron la cantante brasileña Anitta, junto con el DJ sueco Alesso y el nigeriano Burna Boy. Con ello, la cantante brasileña se convirtió en la quinta mujer en animar la final, tras Alicia Keys, Dua Lipa, Selena Gómez y Camila Cabello.

## Sede de la final
Esta fue la segunda final de Liga de Campeones disputada en el estadio Olímpico Atatürk; la primera se llevó a cabo en 2005.
| Turquía                      |                          |
| Ciudad                       | Estadio                  |
| Estambul                     | Estadio Olímpico Atatürk |
|                              |                          |
| 75 145 espectadores          |                          |
| Final Liga de Campeones 2023 |                          |

### Selección de anfitrión
El 22 de febrero de 2019, la UEFA lanzó un proceso de licitación abierta para seleccionar las sedes de la final de la UEFA Champions League de 2022 y 2023. Las asociaciones tenían hasta el 22 de marzo de 2019 para expresar su interés y los expedientes de licitación debían presentarse antes del 1 de julio de 2019.
Si bien la UEFA no ha confirmado las asociaciones candidatas, se informó que la Federación Alemana de Fútbol presentó una oferta con el Allianz Arena en Múnich, en caso de que no se les adjudicara la final de 2021.
El Allianz Arena fue seleccionado por el Comité Ejecutivo de la UEFA durante su reunión en Ljubljana, Eslovenia, el 24 de septiembre de 2019, donde también se designaron los anfitriones de las finales de la Liga de Campeones de 2021 y 2023.
El 17 de junio de 2020, el Comité Ejecutivo de la UEFA anunció que, debido al aplazamiento y la reubicación de la final de 2020, Múnich albergaría la final de 2023. Sin embargo, debido a la reubicación de la final de 2021 de Estambul, albergarían la final de 2023. A Múnich se le asignó la final de 2025 en su lugar.

## Partidos de clasificación para la Final
| GRUPO G           | Pts. | PJ | PG | PE | PP | GF | GC | Dif |
| ----------------- | ---- | -- | -- | -- | -- | -- | -- | --- |
| Manchester City   | 14   | 6  | 4  | 2  | 0  | 14 | 2  | 12  |
| Borussia Dortmund | 9    | 6  | 2  | 3  | 1  | 10 | 5  | 5   |
| Sevilla           | 5    | 6  | 1  | 2  | 3  | 6  | 12 | -6  |
| Copenhague        | 3    | 6  | 0  | 3  | 3  | 1  | 12 | -11 |

| GRUPO C         | Pts. | PJ | PG | PE | PP | GF | GC | Dif |
| --------------- | ---- | -- | -- | -- | -- | -- | -- | --- |
| Bayern Múnich   | 18   | 6  | 6  | 0  | 0  | 18 | 2  | 16  |
| Inter de Milán  | 10   | 6  | 3  | 1  | 2  | 10 | 7  | 3   |
| Barcelona       | 7    | 6  | 2  | 1  | 3  | 12 | 12 | 0   |
| Viktoria Pilsen | 0    | 6  | 0  | 0  | 6  | 5  | 24 | -19 |

## Partido
El equipo «local» (a efectos administrativos) se determinó mediante un sorteo adicional que se realizó después de los sorteos de cuartos de final y semifinales.

### Ficha
| 31    | POR   | Ederson Moraes    |     |
| 25    | DEF   | Manuel Akanji     |     |
| 3     | DEF   | Rúben Dias        |     |
| 6     | DEF   | Nathan Aké        |     |
| 5     | MED   | John Stones       | 82' |
| 16    | MED   | «Rodri» Hernández |     |
| 20    | MED   | Bernardo Silva    |     |
| 17    | MED   | Kevin de Bruyne   | 36' |
| 8     | MED   | İlkay Gündoğan    |     |
| 10    | DEL   | Jack Grealish     |     |
| 9     | DEL   | Erling Haaland    |     |
| D. T. | D. T. | Josep Guardiola   |     |

| 24    | POR   | André Onana        |     |
| 36    | DEF   | Matteo Darmian     | 84' |
| 15    | DEF   | Francesco Acerbi   |     |
| 95    | DEF   | Alessandro Bastoni | 76' |
| 2     | MED   | Denzel Dumfries    | 76' |
| 23    | MED   | Nicolò Barella     |     |
| 77    | MED   | Marcelo Brozović   |     |
| 20    | MED   | Hakan Çalhanoğlu   | 84' |
| 32    | MED   | Federico Dimarco   |     |
| 10    | DEL   | Lautaro Martínez   |     |
| 9     | DEL   | Edin Džeko         | 57' |
| D. T. | D. T. | Simone Inzaghi     |     |

| 47 | MED | Phil Foden  | 36' |
| 2  | DEF | Kyle Walker | 82' |

| 90 | DEL | Romelu Lukaku      | 57' |
| 12 | DEF | Raoul Bellanova    | 76' |
| 8  | MED | Robin Gosens       | 76' |
| 33 | DEF | Danilo D'Ambrosio  | 84' |
| 22 | MED | Henrikh Mkhitaryan | 84' |

| 68' | Rodri Hernández | 1:0 |

| 92' · 94' | Erling Haaland Ederson Moraes |

| 59' · 83' · 92' | Nicolò Barella Romelu Lukaku André Onana |

| Principal  | Szymon Marciniak   |
| Asistentes | Paweł Sokolnicki   |
|            | Tomasz Listkiewicz |
| Cuarto     | István Kovács      |

| VAR            | Tomasz Kwiatkowski |
| Asistentes VAR | Bartosz Frankowski |
|                | Marco Fritz        |

|                    |     |     |
| Tiros              | 7   | 14  |
| Tiros a puerta     | 4   | 6   |
| Faltas             | 11  | 17  |
| Saques de esquina  | 2   | 4   |
| Penaltis           | 0   | 0   |
| Fueras de juego    | 1   | 1   |
| Posesión del balón | 56% | 44% |

| Alineación inicial |

| 31    | POR   | Ederson Moraes    |     |
| 25    | DEF   | Manuel Akanji     |     |
| 3     | DEF   | Rúben Dias        |     |
| 6     | DEF   | Nathan Aké        |     |
| 5     | MED   | John Stones       | 82' |
| 16    | MED   | «Rodri» Hernández |     |
| 20    | MED   | Bernardo Silva    |     |
| 17    | MED   | Kevin de Bruyne   | 36' |
| 8     | MED   | İlkay Gündoğan    |     |
| 10    | DEL   | Jack Grealish     |     |
| 9     | DEL   | Erling Haaland    |     |
| D. T. | D. T. | Josep Guardiola   |     |

| 24    | POR   | André Onana        |     |
| 36    | DEF   | Matteo Darmian     | 84' |
| 15    | DEF   | Francesco Acerbi   |     |
| 95    | DEF   | Alessandro Bastoni | 76' |
| 2     | MED   | Denzel Dumfries    | 76' |
| 23    | MED   | Nicolò Barella     |     |
| 77    | MED   | Marcelo Brozović   |     |
| 20    | MED   | Hakan Çalhanoğlu   | 84' |
| 32    | MED   | Federico Dimarco   |     |
| 10    | DEL   | Lautaro Martínez   |     |
| 9     | DEL   | Edin Džeko         | 57' |
| D. T. | D. T. | Simone Inzaghi     |     |

| 47 | MED | Phil Foden  | 36' |
| 2  | DEF | Kyle Walker | 82' |

| 90 | DEL | Romelu Lukaku      | 57' |
| 12 | DEF | Raoul Bellanova    | 76' |
| 8  | MED | Robin Gosens       | 76' |
| 33 | DEF | Danilo D'Ambrosio  | 84' |
| 22 | MED | Henrikh Mkhitaryan | 84' |

| 68' | Rodri Hernández | 1:0 |

| 92' · 94' | Erling Haaland Ederson Moraes |

| 59' · 83' · 92' | Nicolò Barella Romelu Lukaku André Onana |

| Principal  | Szymon Marciniak   |
| Asistentes | Paweł Sokolnicki   |
|            | Tomasz Listkiewicz |
| Cuarto     | István Kovács      |

| VAR            | Tomasz Kwiatkowski |
| Asistentes VAR | Bartosz Frankowski |
|                | Marco Fritz        |

|                    |     |     |
| Tiros              | 7   | 14  |
| Tiros a puerta     | 4   | 6   |
| Faltas             | 11  | 17  |
| Saques de esquina  | 2   | 4   |
| Penaltis           | 0   | 0   |
| Fueras de juego    | 1   | 1   |
| Posesión del balón | 56% | 44% |

| Alineación inicial |

| 31    | POR   | Ederson Moraes    |     |
| 25    | DEF   | Manuel Akanji     |     |
| 3     | DEF   | Rúben Dias        |     |
| 6     | DEF   | Nathan Aké        |     |
| 5     | MED   | John Stones       | 82' |
| 16    | MED   | «Rodri» Hernández |     |
| 20    | MED   | Bernardo Silva    |     |
| 17    | MED   | Kevin de Bruyne   | 36' |
| 8     | MED   | İlkay Gündoğan    |     |
| 10    | DEL   | Jack Grealish     |     |
| 9     | DEL   | Erling Haaland    |     |
| D. T. | D. T. | Josep Guardiola   |     |

| 24    | POR   | André Onana        |     |
| 36    | DEF   | Matteo Darmian     | 84' |
| 15    | DEF   | Francesco Acerbi   |     |
| 95    | DEF   | Alessandro Bastoni | 76' |
| 2     | MED   | Denzel Dumfries    | 76' |
| 23    | MED   | Nicolò Barella     |     |
| 77    | MED   | Marcelo Brozović   |     |
| 20    | MED   | Hakan Çalhanoğlu   | 84' |
| 32    | MED   | Federico Dimarco   |     |
| 10    | DEL   | Lautaro Martínez   |     |
| 9     | DEL   | Edin Džeko         | 57' |
| D. T. | D. T. | Simone Inzaghi     |     |

| 47 | MED | Phil Foden  | 36' |
| 2  | DEF | Kyle Walker | 82' |

| 90 | DEL | Romelu Lukaku      | 57' |
| 12 | DEF | Raoul Bellanova    | 76' |
| 8  | MED | Robin Gosens       | 76' |
| 33 | DEF | Danilo D'Ambrosio  | 84' |
| 22 | MED | Henrikh Mkhitaryan | 84' |

| 68' | Rodri Hernández | 1:0 |

| 92' · 94' | Erling Haaland Ederson Moraes |

| 59' · 83' · 92' | Nicolò Barella Romelu Lukaku André Onana |

| Principal  | Szymon Marciniak   |
| Asistentes | Paweł Sokolnicki   |
|            | Tomasz Listkiewicz |
| Cuarto     | István Kovács      |

| VAR            | Tomasz Kwiatkowski |
| Asistentes VAR | Bartosz Frankowski |
|                | Marco Fritz        |

|                    |     |     |
| Tiros              | 7   | 14  |
| Tiros a puerta     | 4   | 6   |
| Faltas             | 11  | 17  |
| Saques de esquina  | 2   | 4   |
| Penaltis           | 0   | 0   |
| Fueras de juego    | 1   | 1   |
| Posesión del balón | 56% | 44% |

| Alineación inicial |

| 31    | POR   | Ederson Moraes    |     |
| 25    | DEF   | Manuel Akanji     |     |
| 3     | DEF   | Rúben Dias        |     |
| 6     | DEF   | Nathan Aké        |     |
| 5     | MED   | John Stones       | 82' |
| 16    | MED   | «Rodri» Hernández |     |
| 20    | MED   | Bernardo Silva    |     |
| 17    | MED   | Kevin de Bruyne   | 36' |
| 8     | MED   | İlkay Gündoğan    |     |
| 10    | DEL   | Jack Grealish     |     |
| 9     | DEL   | Erling Haaland    |     |
| D. T. | D. T. | Josep Guardiola   |     |

| 24    | POR   | André Onana        |     |
| 36    | DEF   | Matteo Darmian     | 84' |
| 15    | DEF   | Francesco Acerbi   |     |
| 95    | DEF   | Alessandro Bastoni | 76' |
| 2     | MED   | Denzel Dumfries    | 76' |
| 23    | MED   | Nicolò Barella     |     |
| 77    | MED   | Marcelo Brozović   |     |
| 20    | MED   | Hakan Çalhanoğlu   | 84' |
| 32    | MED   | Federico Dimarco   |     |
| 10    | DEL   | Lautaro Martínez   |     |
| 9     | DEL   | Edin Džeko         | 57' |
| D. T. | D. T. | Simone Inzaghi     |     |

| 47 | MED | Phil Foden  | 36' |
| 2  | DEF | Kyle Walker | 82' |

| 90 | DEL | Romelu Lukaku      | 57' |
| 12 | DEF | Raoul Bellanova    | 76' |
| 8  | MED | Robin Gosens       | 76' |
| 33 | DEF | Danilo D'Ambrosio  | 84' |
| 22 | MED | Henrikh Mkhitaryan | 84' |

| 68' | Rodri Hernández | 1:0 |

| 92' · 94' | Erling Haaland Ederson Moraes |

| 59' · 83' · 92' | Nicolò Barella Romelu Lukaku André Onana |

| Principal  | Szymon Marciniak   |
| Asistentes | Paweł Sokolnicki   |
|            | Tomasz Listkiewicz |
| Cuarto     | István Kovács      |

| VAR            | Tomasz Kwiatkowski |
| Asistentes VAR | Bartosz Frankowski |
|                | Marco Fritz        |

|                    |     |     |
| Tiros              | 7   | 14  |
| Tiros a puerta     | 4   | 6   |
| Faltas             | 11  | 17  |
| Saques de esquina  | 2   | 4   |
| Penaltis           | 0   | 0   |
| Fueras de juego    | 1   | 1   |
| Posesión del balón | 56% | 44% |

| Alineación inicial |

| Bandera de Inglaterra   |
| Campeón Manchester City |
| 1.er Título             |